# Ремівка (Лубенський район)
Ре́мівка —  село в Україні, в Лубенському районі Полтавської області. Населення становить 2 осіб. Колишній орган місцевого самоврядування — Снітинська сільська рада.

## Географія
Село Ремівка знаходиться на відстані 1 км від села Броварки.

## Історія
12 червня 2020 року, відповідно до розпорядження Кабінету Міністрів України № 721-р «Про визначення адміністративних центрів та затвердження територій територіальних громад Полтавської області», село увійшло до складу Лубенської міської громади.
19 липня 2020 року, в результаті адміністративно - територіальної реформи та ліквідації Лубенського району(1923-2020), село увійшло до складу новоутвореного Лубенського району.

## Населення
Згідно з переписом УРСР 1989 року чисельність наявного населення села становила 12 осіб, з яких 5 чоловіків та 7 жінок.
За переписом населення України 2001 року в селі мешкали 2 особи. 100 % населення вказало своєю рідною мовою українську мову.